# Luis García Meza Tejada
Luis García Meza Tejada (La Paz, 8 de agosto de 1929 — La Paz, 29 de abril de 2018) foi um político e militar boliviano, presidente de seu país entre 17 de julho de 1980 a agosto de 1981. 

## Carreira
García Meza foi ditador e presidente de fato da Bolívia, por meio de um sangrento golpe de estado em 17 de julho de 1980, derrubando a sua prima e presidente constitucional interina Lidia Gueiler Tejada, e impossibilitando que o Dr. Hernán Siles Zuazo, que 18 dias antes havia ganho as eleições presidenciais com 34% dos votos, fosse novamente presidente da República.
Considerado um dos mais cruéis ditadores sul-americanos e ligado ao cartel de produtores de cocaína do país, estima-se que cerca de 1 000 pessoas tenham sido mortas pelo exército e forças de segurança bolivianos em apenas 13 meses, desde que assumiu o poder.
Depois de renunciar ao cargo devido à grande pressão internacional e substituído por outro militar, Celso Torrelio, deixou o país, onde foi julgado in absentia por crimes contra os direitos humanos. Extraditado do Brasil em 1995, onde se refugiava, e condenado a trinta anos de prisão, cumpriu pena na prisão de Chonchocoro, nas cercanias de La Paz.
Em seu livro, The Big White Lie, o ex-agente da DEA e escritor norte-americano Michael Levine, descreve como a DEA e a CIA trabalharam para levar Meza e os produtores de coca boliviana, considerados de direita, ao poder, no intuito de impedir que o governo esquerdista de Siles Zuazo, eleito dias antes, assumisse o poder na Bolívia. Por causa das denúncias contidas no livro, em 2007 o presidente Evo Morales expulsou a DEA do país. A ditadura narco-militar de García Meza  é considerada a primeira e única vez que um cartel de narcotraficantes assumiu de fato o poder constitucional de um país.
García Meza morreu em 29 de abril de 2018, devido a uma obstrução respiratória.

## Julgamento (1986-1993)
Em fevereiro de 1986, o Congresso Nacional, atual Assembleia Legislativa Plurinacional, determinou que havia indícios de culpa de Luis García Meza no desaparecimento forçado de pessoas durante seu governo e outras ações, estabelecendo a necessidade de iniciar um julgamento de seus colaboradores mais próximos. A Suprema Corte de Justiça da Bolívia abriu um processo de responsabilidade contra ele por seus atos praticados durante sua ditadura, sendo julgado por 8 crimes.
Quando o julgamento começou em 1986, havia 58 pessoas envolvidas sendo processadas pela justiça boliviana. Ao longo do julgamento, 5 deles morreram. Dos 53, apenas 6 foram considerados absolvidos ou inocentes. Os 47 envolvidos restantes receberam sentenças de diferentes magnitudes começando por García Meza e seu principal colaborador Luis Arce Gómez.
Em 21 de abril de 1993, o tribunal finalmente decidiu e proferiu as seguintes sentenças:
- Luis García Meza Tejada (presidente de fato da Bolívia) foi condenado a 30 anos de prisão.
- Luis Arce Gómez (ministro do interior) foi condenado a 30 anos de prisão.
- Waldo Bernal Pereira (ex-integrante da junta de comandantes) foi condenado a 5 anos de prisão.
- Armando Reyes Villa (Ministro da Defesa e Comandante em Chefe das Forças Armadas da Bolívia) foi condenado a 2 anos de prisão.

O advogado Juan del Granado, depois deputado e prefeito de La Paz, foi uma figura chave no processo de Luis García Meza.
Luis García Meza esteve presente em Chuquisaca para testemunhar no julgamento, no qual foi declarado culpado de crimes contra os direitos humanos.

## Fuga e captura (1994-1995)
García Meza fugiu para o Brasil onde viveu clandestinamente, fugindo da justiça boliviana. Em 11 de março de 1994, García Meza foi capturado pela Polícia Federal brasileira na cidade de São Paulo. O processo de extradição do Brasil para a Bolívia durou quase um ano até que o Supremo Tribunal de Justiça do Brasil finalmente aprovou a extradição.
García Meza chegou ao Aeroporto Internacional El Alto, na cidade de La Paz, em 15 de março de 1995, de onde foi imediatamente transferido para a prisão de segurança máxima de Chonchocoro.

## Prisão (1995-2018)

### Chonchocoro (1995-2008)
García Meza passou cerca de 13 anos na prisão de Chonchocoro de 1995 a 2008 

### Hospital Cossmil e últimos anos (2008-2018)
Nos últimos dez anos de sua vida, García Meza Tejada cumpriu pena no COSSMIL (Hospital Militar), desde o ano de 2008 até sua morte em 2018,  sem cumprir a totalidade da pena, o que o obrigou a passar na prisão até 15 de março 2025. Ele morreu de obstrução respiratória em 29 de abril de 2018.